# Santiago Cantón
Santiago Cantón es un abogado argentino que actualmente se desempeña como secretario general de la Comisión Internacional de Juristas. En el pasado, se desempeñó como secretario ejecutivo de la Comisión Interamericana de Derechos Humanos. Cantón fue el Primer Relator Especial para la Libertad de Expresión de la Comisión.

## Educación
Cantón estudió derecho en la Universidad de Buenos Aires, graduándose en 1985, obtuvo una maestría en derecho internacional en la Universidad Americana, en Washington D. C., y realizó estudios complementarios en la Academia de Derecho Internacional de La Haya, en los Países Bajos.

## Carrera
En 1989 empezó a trabajar en el Instituto Nacional Demócrata para Asuntos Internacionales (NDI por sus siglas en inglés), donde se desempeñó como director para América Latina y el Caribe entre 1994 y 1998. También trabajó como asesor político del presidente estadounidense Jimmy Carter sobre programas de desarrollo democrático en América Latina, incluyendo durante las elecciones de Nicaragua y de República Dominicana en 1990.
En 1998, fue electo como el primer Relator Especial para la Libertad de Expresión de la Comisión Interamericana de Derechos Humanos (CIDH). Al terminar su periodo en 2001, fue electo por la CIDH como Secretario Ejecutivo de la Comisión para el periodo del 1 de agosto de 2001 al 30 de junio de 2012. Entre 2012 al 2015 fue director ejecutivo de la Fundación Robert F. Kennedy Human Rights, y entre 2016 y 2019 fue secretario de derechos humanos de la Provincia de Buenos Aires. En 2017 fue designado por el Secretario General de la Organización de Estados Americanos, Luis Almagro, como miembro del Panel de Expertos Independientes para analizar la existencia de crímenes contra la humanidad en Venezuela.
También trabajó como entre 2010 y 2015 profesor adjunto de la Facultad de Derecho de la Universidad de Georgetown, y ha sido profesor adjunto de la Escuela de Derecho de la Universidad Americana y de la Universidad de Buenos Aires.
Ha sido miembro del Grupo de Amigos de la Carta Democrática Interamericana, presidido por el expresidente Carter, e integró un Panel de Expertos en Derechos Humanos del Banco Mundial para evaluar las políticas para salvaguardar en temas ambientales y sociales.

## Premios
En 2005 Cantón fue galardonado con el Gran Premio Chapultepec de la Sociedad Interamericana de Prensa por «sus contribuciones a la promoción, desarrollo, fortalecimiento y defensa de los principios de la libertad de expresión».